# La Comunidad, Ajuchitlán del Progreso
La Comunidad är en ort i Mexiko.   Den ligger i kommunen Ajuchitlán del Progreso och delstaten Guerrero, i den södra delen av landet, 210 km sydväst om huvudstaden Mexico City. La Comunidad ligger 311 meter över havet och antalet invånare är 305.
Terrängen runt La Comunidad är kuperad åt sydväst, men åt nordost är den platt. Runt La Comunidad är det ganska glesbefolkat, med 21 invånare per kvadratkilometer. Närmaste större samhälle är Ajuchitlán del Progreso, 5,3 km nordost om La Comunidad. I omgivningarna runt La Comunidad växer huvudsakligen savannskog.